# 圣托马斯教堂

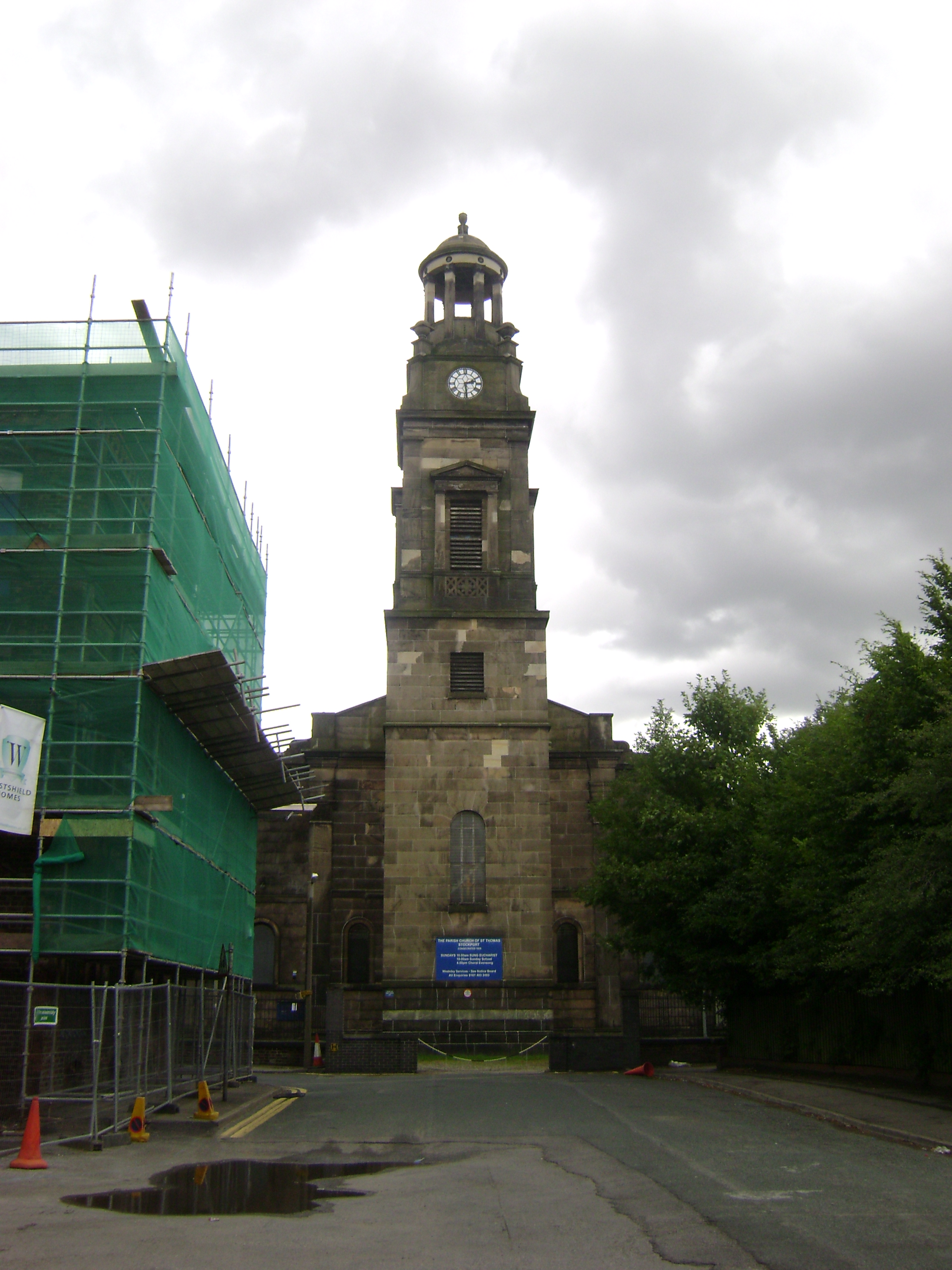

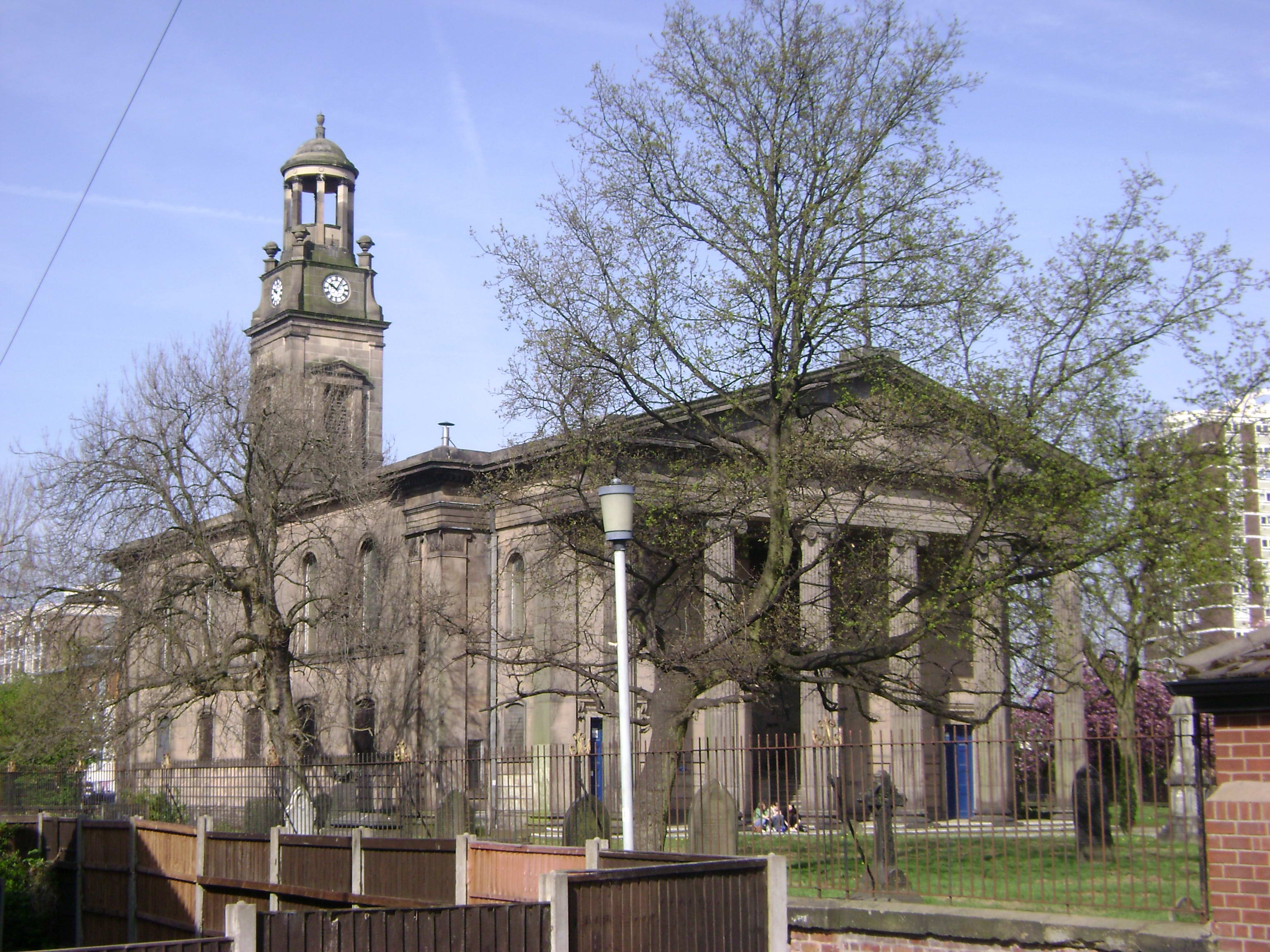

圣托马斯教堂（英語：St Thomas' Church）是一座位于英国大曼彻斯特郡斯托克波特圣托马斯广场的英格蘭教會堂區教堂，是一座I级登录建筑。教堂于1822年开始建造，于1825年建成，由George Basevii设计，是他的早期作品之一。
圣托马斯教堂是一座希腊复兴式建筑。